# Lednica 2000

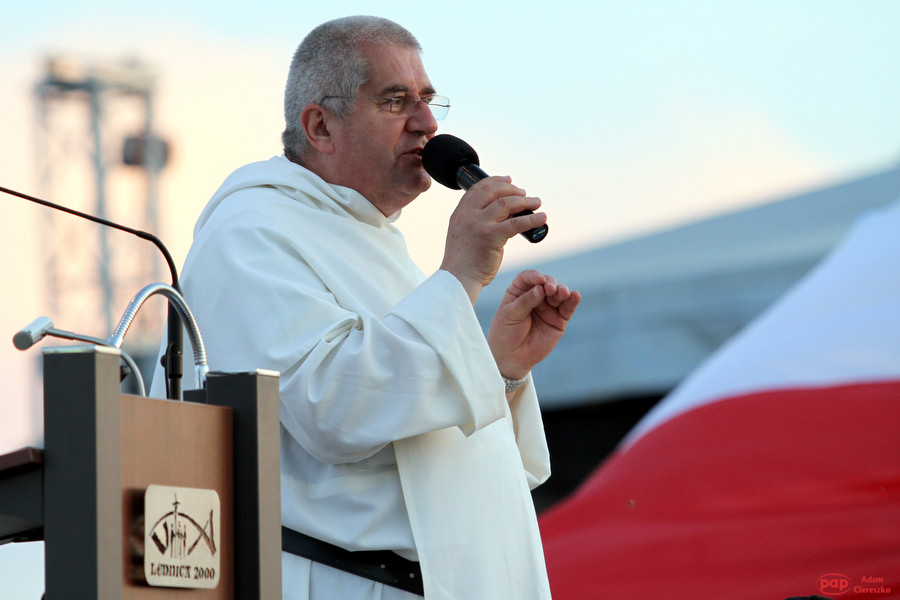
Jan Góra OP – a lednicai találkozók létrehozója

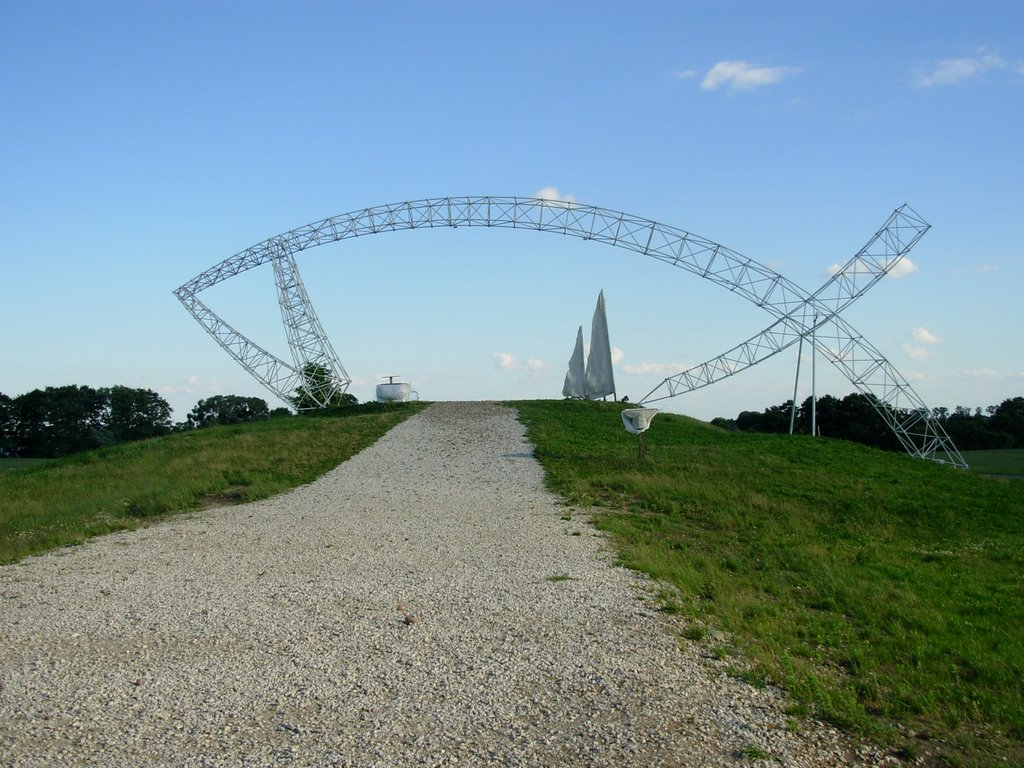
Halas kapu

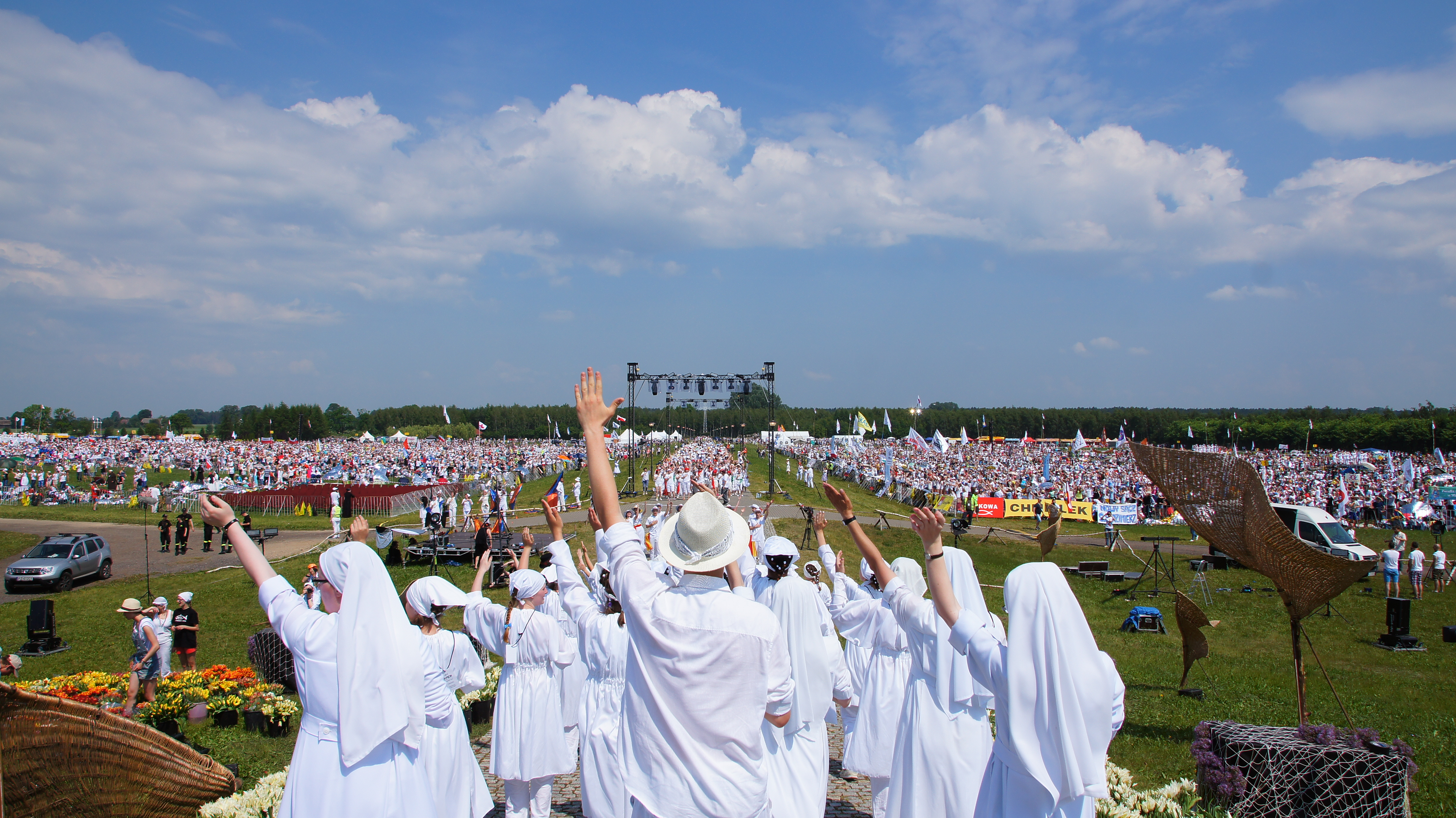
LEDNICA 2000 XX. Országos Ifjúsági Találkozó – 2016. június 6.

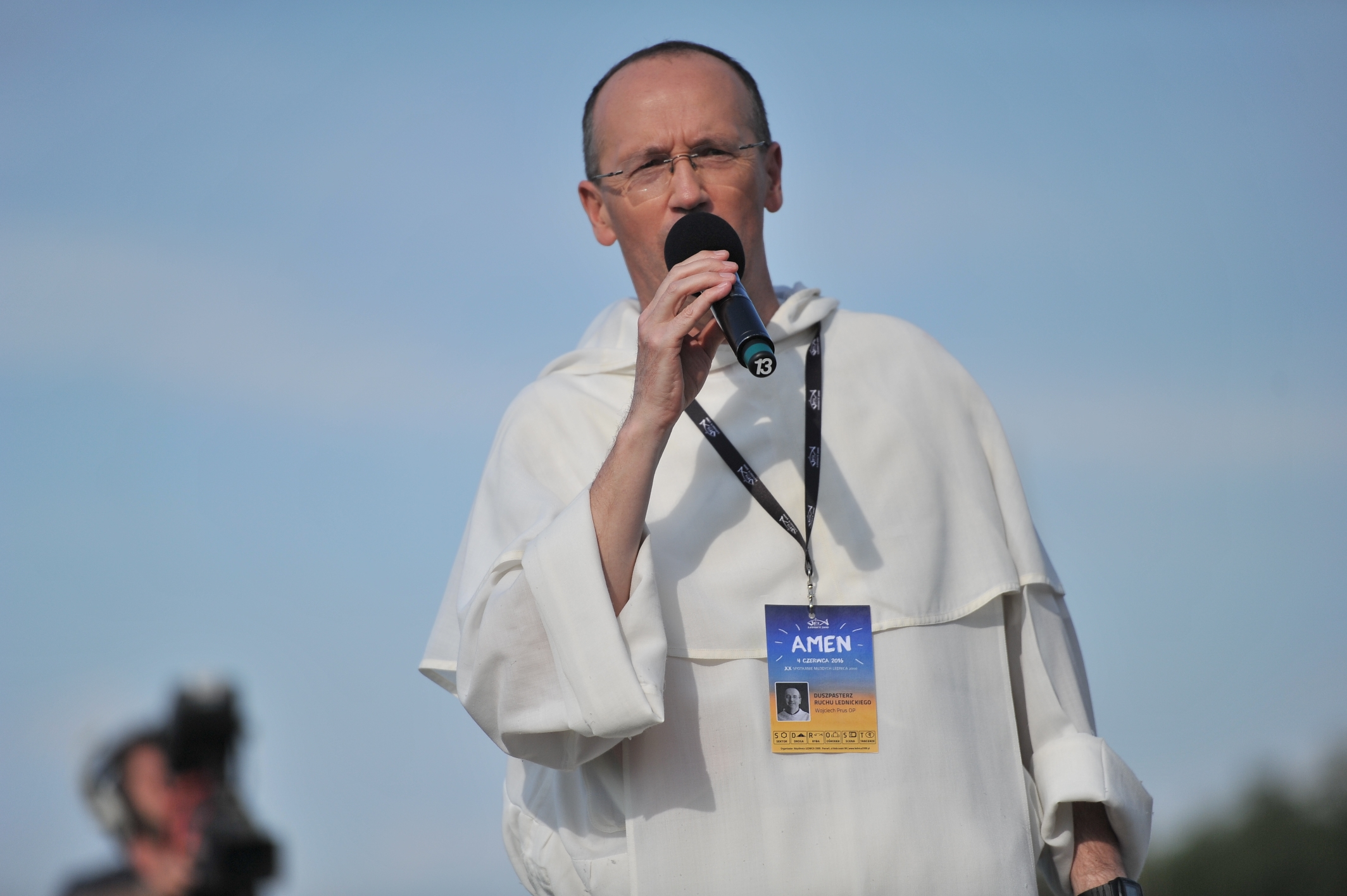
Wojciech Prus OP – a lednicai találkozók jelenlegi lelkipásztora

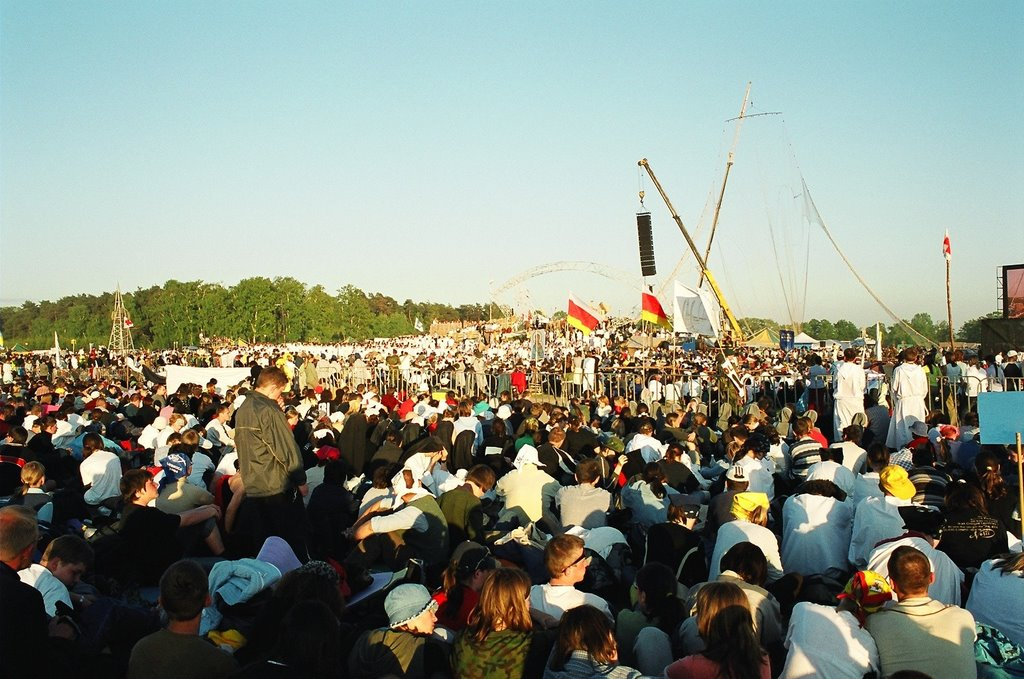
VIII. Országos Ifjúsági Találkozó – Lednica 2004

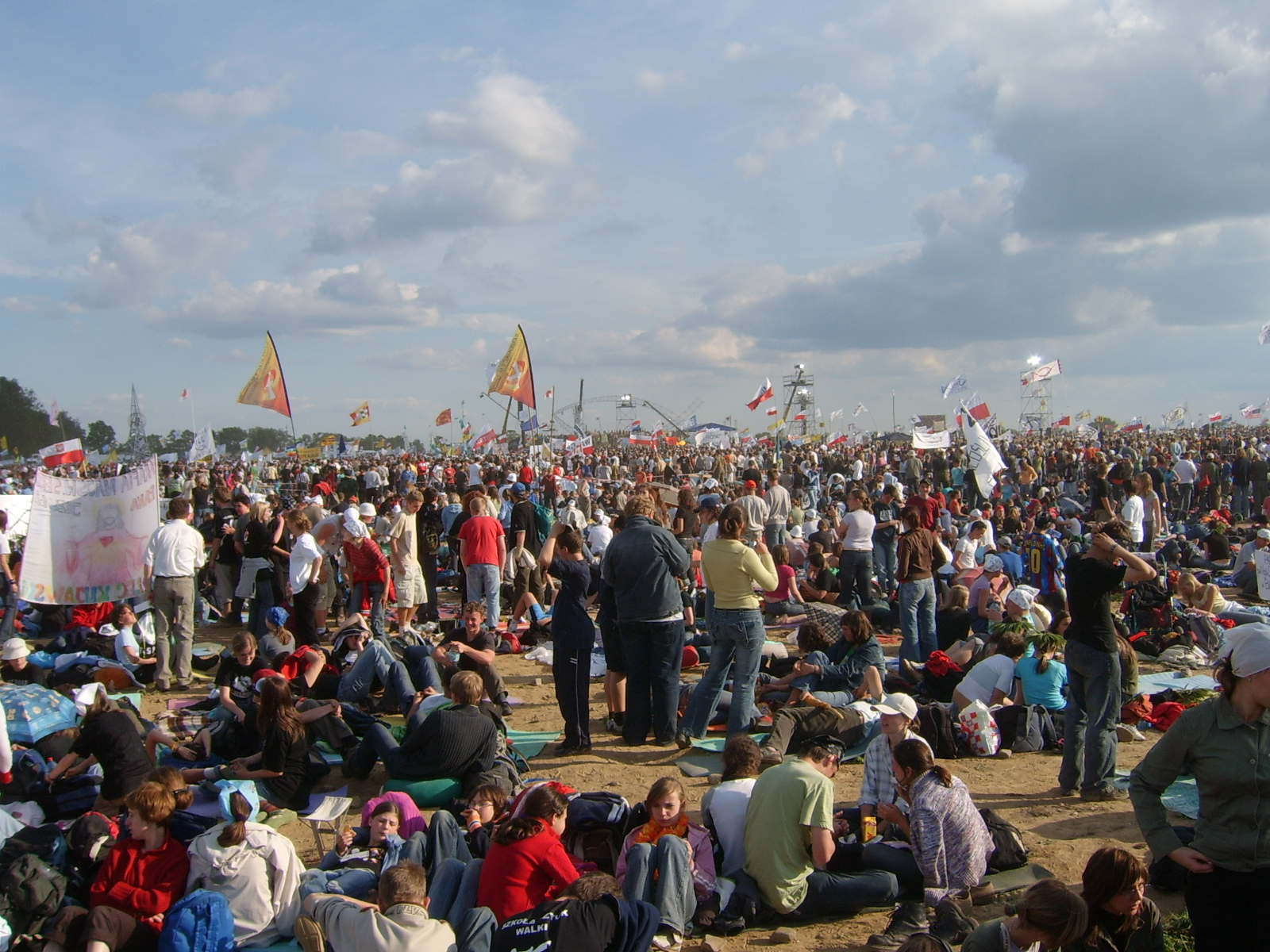
VII. Országos Ifjúsági Találkozó – Lednica 2004 (a háttérben a Halas kapu látható)

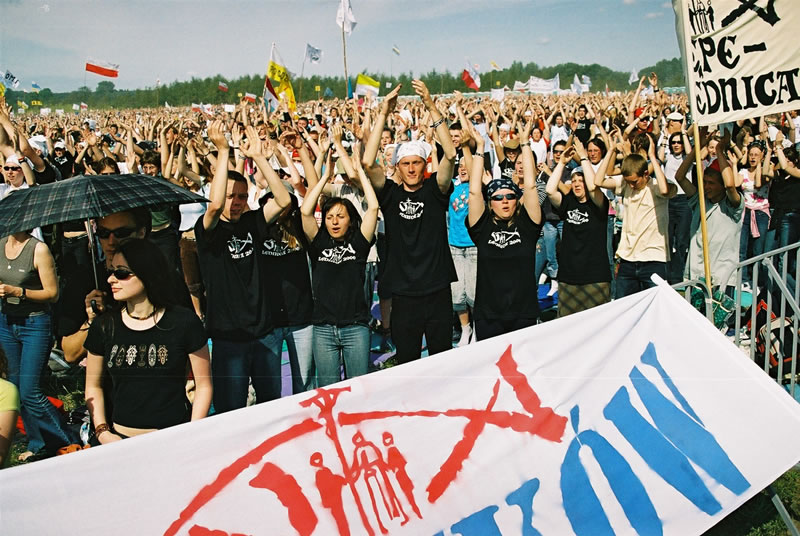
A híres lednicai táncok alatt szórakozva imádkozó fiatalok. 2006. június 3.

A LEDNICA 2000 Országos Ifjúsági Találkozó a legnagyobb, évente megrendezett katolikus ifjúsági találkozó Lengyelországban, mely pár éve nemzetközi összejövetelként működik. Az ifjúsági találkozó megálmodója és létrehozója egy domonkos szerzetes, Jan Góra OP volt, aki 2015. december 21-én hunyt el. Földi maradványa Lednicai mezején nyugszik, Szent II. János Pál mellszobra tövében. A Lednica-találkozónak és lelki közösségnek jelenlegi lelkipásztora a szintén domonkos szerzetes, Wojciech Prus OP 2017 júliusától Mateusz Kosior OP segíti munkáját.
A találkozók helyszíne Lednica mezeje, mely 2013 januárja óta külön helységként funkcionál. Lednica mezeje a Poznań-Gniezno útvonalon található Lednica-tó partján fekszik. A helyválasztás nem véletlen, mivel egyes történelmi források szerint a tavon lévő szigeten (Ostrów Lednicki) történt meg Lengyelország megkeresztelkedése. A találkozót 1997 óta rendszeresen, minden évben megrendezik; időpontja a kezdetekben pünkösd előtt egy nappal volt, 2005 óta azonban mindig június első szombatján tartják. Minden találkozó egyedi mottóval és programmal rendelkezik.
A fiatalok azért találkoznak Lednica mezején, hogy I. Mieszko lengyel fejedelem döntését a kereszténység felvételéről megerősítsék, Krisztust válasszák, megújítsák keresztségüket, énekelve és táncolva imádkozzanak.
Lednica mezején található a Halas kapu (melyet másként a Harmadik évezred kapujaként hívnak), valamint a Szent II. János Pál ház (ahol a szent emléktárgyait őrzik). Lednicára évente több ezer fiatal érkezik. Éveken keresztül speciális lednicai ösztöndíjak kerültek átadásra a fiatalok kimagasló eredményeiért, valamint az ösztöndíj segítségül szolgált a tehetségük kibontakoztató fiatalok támogatásához. 

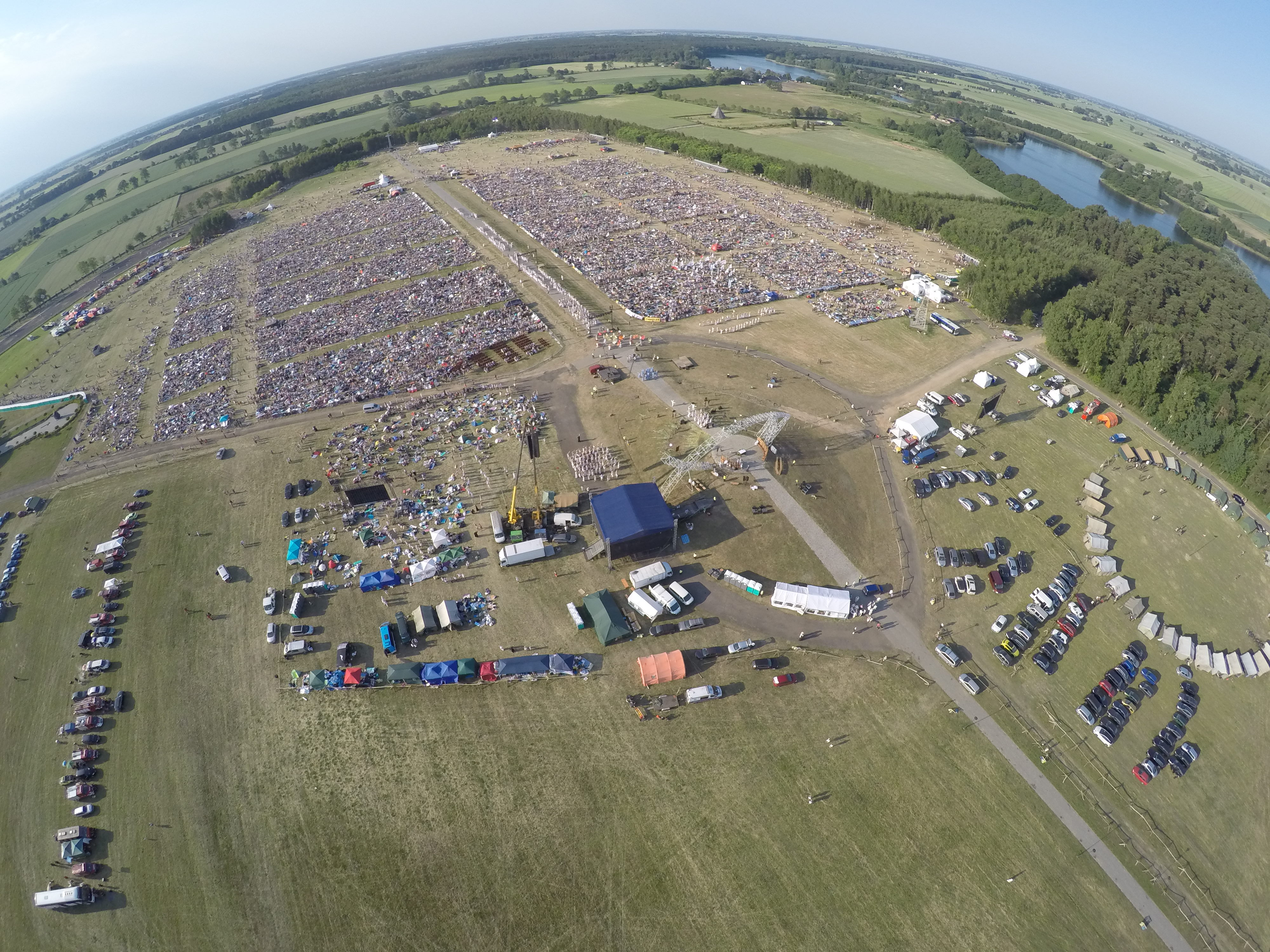
Több ezer fiatal találkozik évente Lednica mezején

A LEDNICA 2000 lelki közösség a poznańi domonkosok kolostora köré szerveződik.

## A találkozó menete
A fiatalok reggel gyülekeznek Lednica mezején. Tánc és énekpróbák előzik meg az ünnepélyt. Szentgyónásra a nap folyamán mindig van lehetőség. A délután az isteni irgalmasság rózsafüzérének elmondásával kezdődik, majd ünnepélyes körmenet keretén belül kerülnek bemutatásra Szent Adalbert, az első szent és boldog vértanúk, Szent Szaniszló, Szent Fausztina, Szent II. János Pál ereklyéi, valamint a Krisztus színeváltozása ikon. Ezt követően kezdetét veszi a találkozó témájának megfelelő istentisztelet. Az esti szentmisét Lengyelország prímása, püspökök és több ezer pap mutatja be, melyen a pápa megkülönböztetett üzenetét is közvetítik. Minden résztvevő kap egy énekeskönyvet, gyertyát és a találkozó témájához kapcsolódó lednicai szimbólumot.
Az éjjeli istentisztelet keretén belül a résztvevők Krisztust Uruknak és Megváltójuknak ismerik el. Az éjszakai imádságok kulminációs pontja a szentségimádás. Az áldás után minden résztvevő áthalad a Halas kapun, mely a választás megerősítésének szimbóluma.

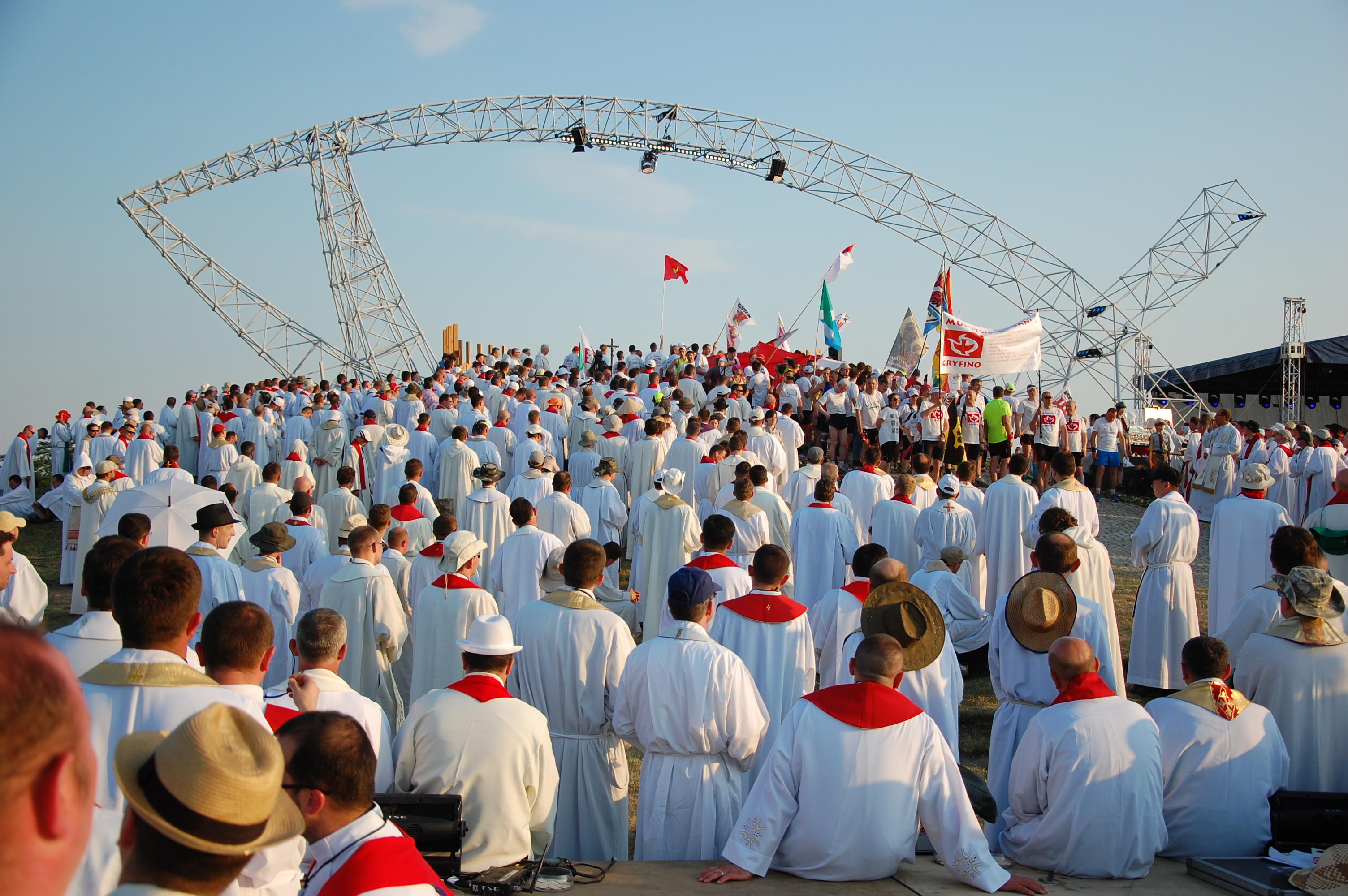
Lengyelország prímása által koncelebrált szentmise

A lednicai találkozók elválaszthatatlan eleme a többszólamú, legnicai énekek eléneklése és táncok eljárása.

## Az ifjúsági találkozó története[6]
- 1997. június 2. (20 ezer fő) – Menni kell
- 1998. május 30. (40 ezer fő) ) – Soha egyedül
- 1998. május 30. (40 ezer fő) ) – Soha egyedül
- 1999. június 4. (70 ezer fő) – Meglátni a célt
- 2000. június 10. (70 ezer fő) – Válaszd Krisztust!
- 2001. június 2. (80 ezer fő) – Ott kell lenned, hogy jelentkezz!
- 2002. május 18. (100 ezer fő) – Kánai menyegző
- 2003. június 7. (130 ezer fő) – Tehetségek istentisztelete
- 2004. május 29. (160 ezer fő) – Engedd magad kifogni a szeretet hálójával!
- 2005. június 4. (120 ezer fő) – A forrásnál találkozzunk!
- 2006. június 3. (70 ezer fő) – Krisztus útján
- 2007. június 2. (100 ezer fő) – Menjetek!
- 2008. június 7. (70 ezer fő) – Barátaimnak hívlak Benneteket!
- 2009. június 6. (97 ezer fő) – Ismerd fel az időt!
- 2010. június 5. (80 ezer fő) – A nő – ajándék és rejtély
- 2011. június 4. (80 ezer fő) – IIJP – a szentség számít!
- 2012. június 2. (80 ezer fő) – A szeretet megtalál!
- 2013. június 1. (80 ezer fő) – Az Atya nevében
- 2014. június 7. (70 ezer fő) – A Fiú nevében[7]
- 2015. június 6. (75 ezer fő) – A Szentlélek nevében[8]
- 2016. június 4. (80 ezer fő) – Amen[9]
- 2017. június 3. (90 ezer fő) – Menj és szeress![10][11]
- 2018. június 2. – Vagyok[12]

## További találkozók

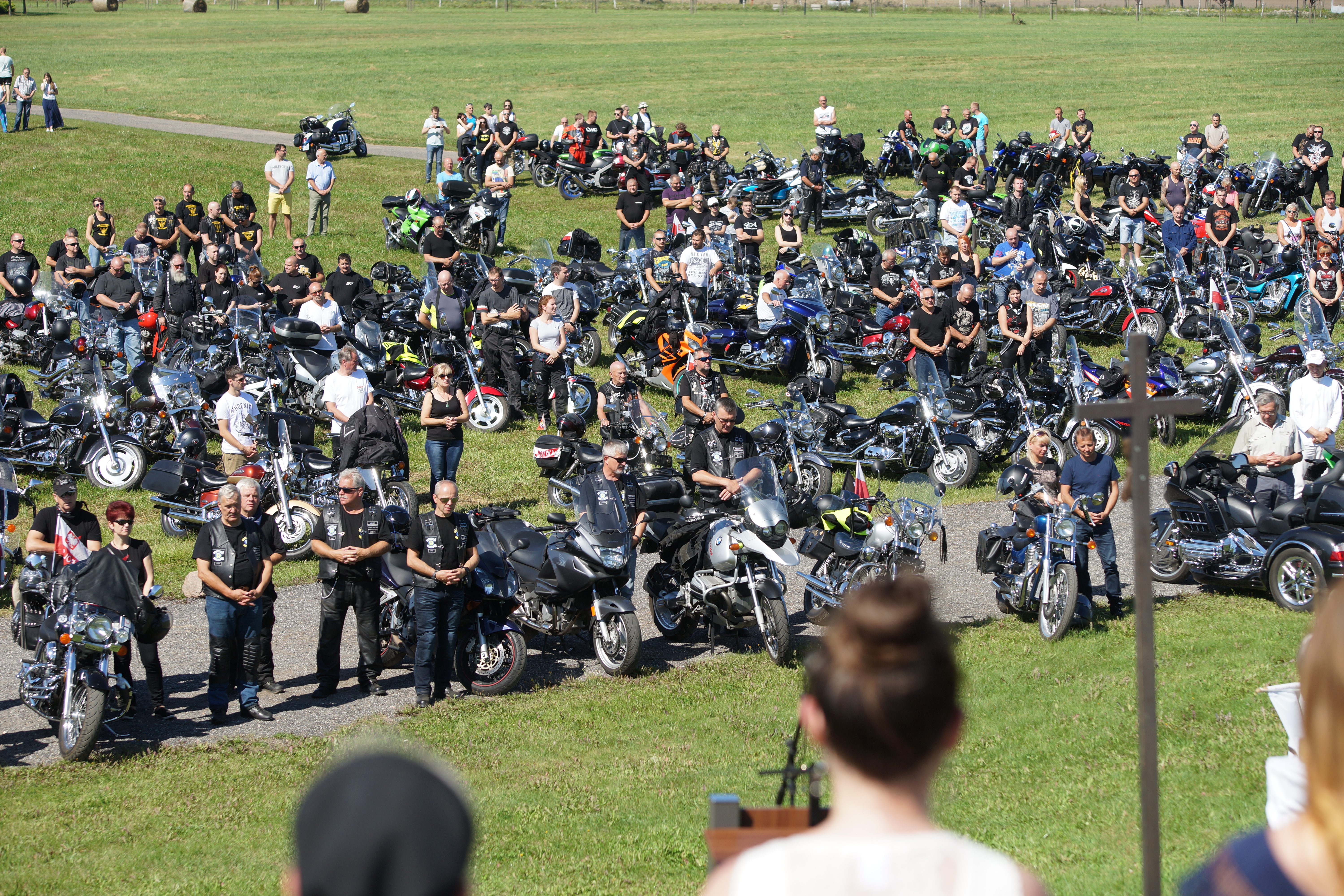
Motorosok Lednicája 2016

Kicsik Lednicája – az ifjúsági találkozó után egy héttel kerül megrendezésre a gyermekes családok találkozója, melynek mottója ugyanaz, mint az ifjúsági találkozóé. A program állandó elemei: szentmise, lednicai énekek és táncok, körmenet, valamint a résztvevők áthaladása a Harmadik évezred kapuján. 
Motorosok Lednicája – augusztus utolsó szombatján motorosok és autósok találkoznak a Halas kapunál., hogy hálát adjanak a szerencsésen megtett kilométerekért. A szentmise után Krisztus elismerése következik, melyet a jármű-szentelés és a résztvevők áthaladása a Harmadik évezred kapuján követ.  

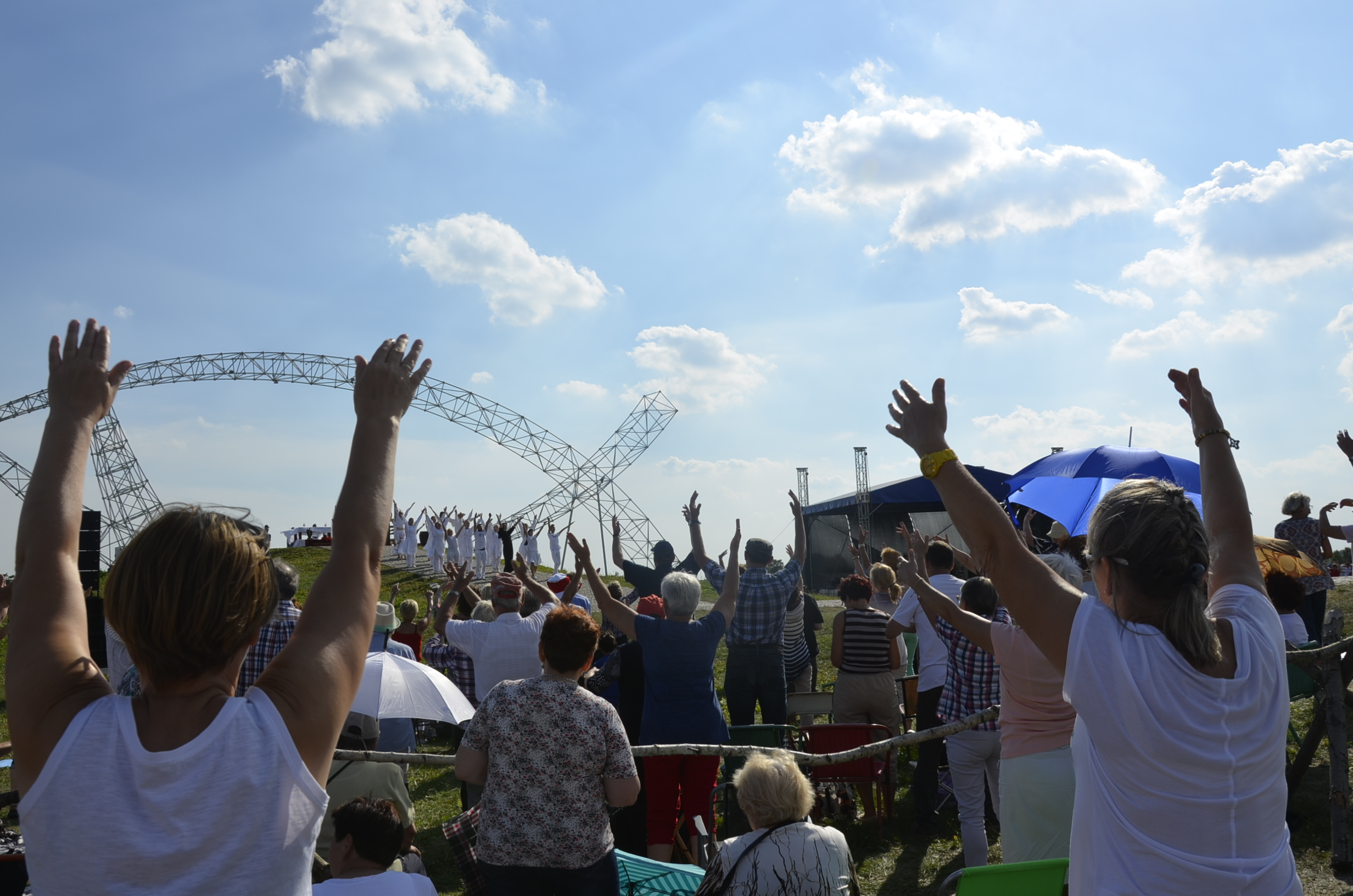
Szeniorok Lednicája 2016

Szeniorok Lednicája – szeptember első szombatján idősek érkeznek Lednica mezejére, hogy közösen éljék meg hitüket. A találkozó állandó elemei: istentisztelet, szentmise, szentségimádás, Krisztus elismerése, résztvevők áthaladása a Harmadik évezred kapuján.

## LEDNICA 2000 lelki közösség
A LEDNICA 2000 egy lelki közösség is, mely a poznańi domonkosok kolostora köré szerveződik. A közösség II. János Pál 1997 és 2004 között Lednicán elhangzott Nyolc üzenete alapján jött létre. A lelki közösség évközben is találkozik, tagjai közösségi hétvégéken vesznek részt, vasárnap a 16 órás szentmisén találkoznak, ők alkotják a szervezők egy-egy részterületre (pl. kórusra, reklámra, éves összejövetel előkészítésére) szakosodott csoportját is. A májusi hosszú hétvégén (Lengyelországban május 1. és 3. is munkaszüneti nap), nyári szünetben és Szilveszterkor a közösség a jamnai Szűz Mária szentélyhez utazik. (A szanktuárium létrehozását Jan Góra atya kezdeményezte.)
A közösség tagjai önkéntesként teljesítenek szolgálatot. A Lednica-találkozó előtt az egész infrastruktúrát meg kell építeni, a találkozó idején a biztonsági őrségről, orvosi ellátásról, információról, médiairodáról gondoskodnak. Az esemény alatt táncosokként, evangéliumhirdetőkként és rend angyalaiként is tevékenykednek. A találkozó ideje alatt a biztonság megőrzését cserkészek, rendőrök és tűzoltók segítik.

## Fordítás
Ez a szócikk részben vagy egészben  a   Lednica 2000 című lengyel Wikipédia-szócikk ezen változatának fordításán alapul.  Az eredeti cikk szerkesztőit annak laptörténete sorolja fel. Ez a jelzés csupán a megfogalmazás eredetét és a szerzői jogokat jelzi, nem szolgál a cikkben szereplő információk forrásmegjelöléseként.